# Amolops monticola
Espèce
Synonymes
- Hylorana monticola Anderson, 1871

Statut de conservation UICN

 LC  : Préoccupation mineure
Amolops monticola est une espèce d'amphibiens de la famille des Ranidae.

## Répartition
Cette espèce se rencontre entre 1 550 et 2 350 m d'altitude :
- dans le nord-est de l'Inde ;
- au Tibet ;
- au Népal.

Sa présence est incertaine au Bhoutan.

## Publication originale
- Anderson, 1871 : A list of the reptilian accession to the Indian Museum, Calcutta from 1865 to 1870, with a description of some new species. Journal of the Asiatic Society of Bengal, vol. 40, no 1, p. 12-39 (texte intégral).